# Absolut Vodka
Absolut é uma marca de vodka sueca fundada em 1879 por L.O. Smith na pequena cidade sueca de Åhus. Revolucionou a fabricação de vodka por meio do processo de destilação contínua.
Em 2008 a fabricante sueca Vin & Spirit, dona da marca Absolut foi vendida por 5,63 bilhões de euros à companhia francesa Pernod Ricard tornando-se líder mundial da indústria de bebidas destiladas e vinhos.

## História da Absolut

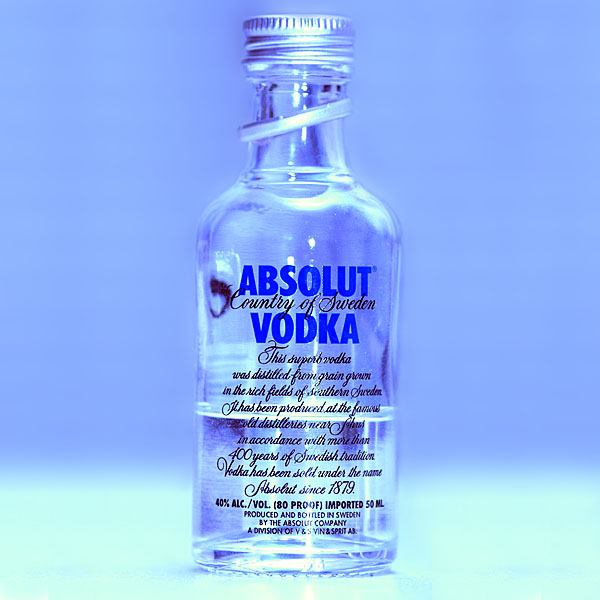
Absolut pura

O produto original Absolut Vodka, sob esse nome foi lançado pela primeira vez em Nova Iorque no ano de 1979. Quando este primeiro produto saiu para o mercado já contava com sensivelmente 100 anos de história. Enquadra-se no mercado de bebidas espirituosas. O seu puro sabor permitiu dizer que se tratava de uma marca que depressa haveria de tornar-se no foco das atenções mundiais. Enquanto a reputação da marca ia crescendo, mais os consumidores se apercebiam e aproximavam desta vodka de alto valor.
Em 2008 a fabricante Vin & Spirit, dona da marca Absolut foi vendida por 5,63 biliões de euros à companhia francesa Pernod Ricard tornando-se líder mundial na indústria de bebidas destiladas e vinhos. Absolut é a terceira maior marca de bebidas alcoólicas do mundo, é comercializada em 150 países. Esta companhia francesa é dona das seguintes marcas mais conhecidas: Ballantine's, Beefeater, Chivas Regal, Jameson, Macieira, Mumm, Orloff, Tia Maria, entre outros...

## Como é produzida

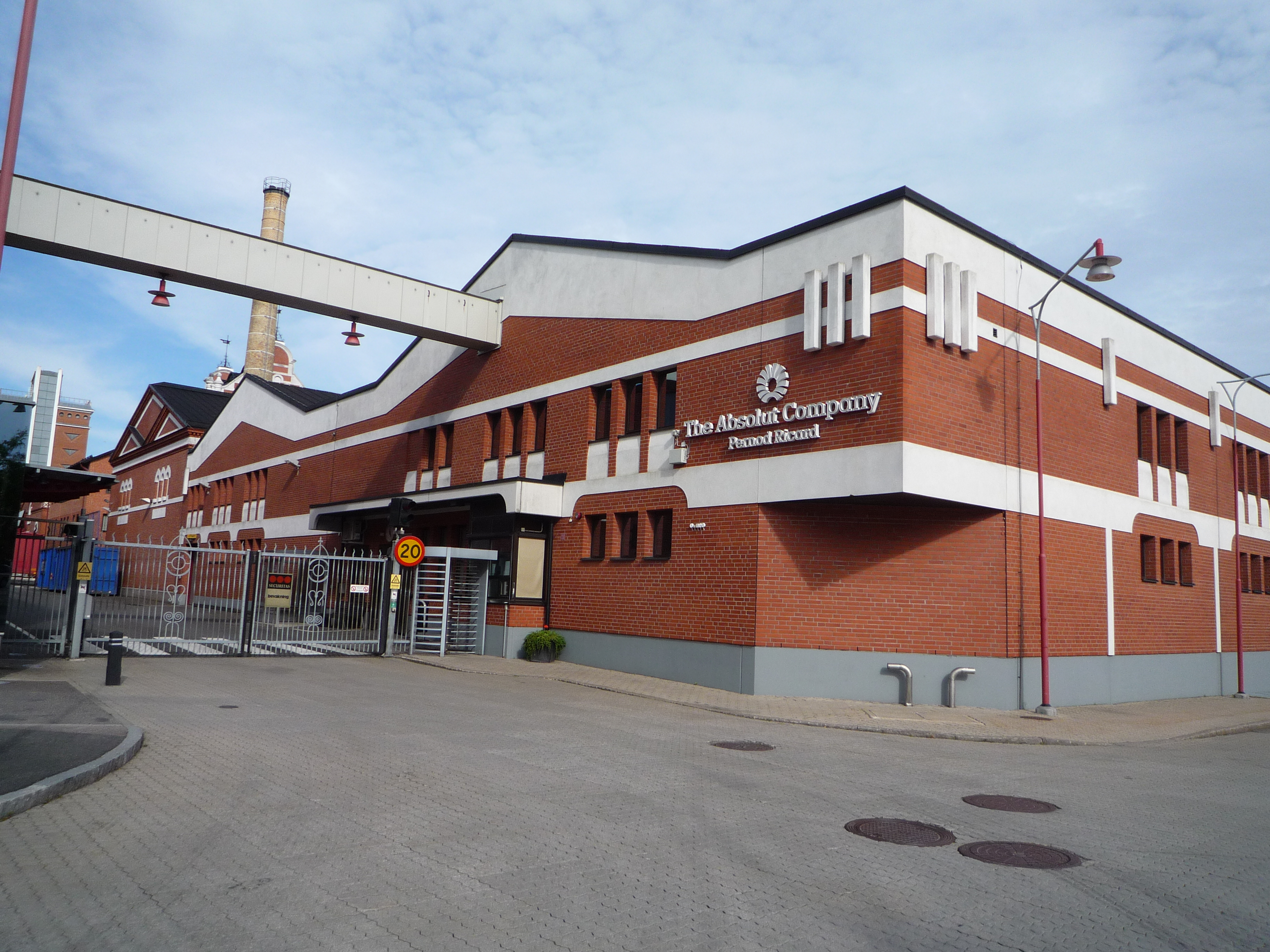
Fábrica da Absolut em Åhus, Suécia.

L. O. Smith introduziu o processo de destilação fraccionada que produz licor sem álcool fúsel. Este consiste na mistura de diversos tipos de álcool, maioritariamente o álcool amílico produzido como um derivado da fermentação alcoólica. O fundador, desafiou a cidade de Estocolmo e todo o seu monopólio em marketing de bebidas alcoólicas com este seu produto. Ao início, Absolut foi vendido a um preço inferior àquele praticado nas outras bebidas parceiras, do mesmo monopólio.
Em 1917, a indústria de álcool na Suécia foi monopolizada pelo governo Sueco. Esta Vodka e outras bebidas passaram a ser vendidas um pouco por todo o mundo. Primeiro com o nome de "Absolut Rent Brännvin". Depois, mais tarde o antigo nome de Absolut foi escolhido para introduzir uma gama de produtos com preços superiores àqueles que se praticavam, para a época. Aqui começa-se a falar de Absolut como o produto de elevada reputação que todos queriam ter, isto ocorreu a partir do ano 1979. Renat, parte do antigo nome dado à bebida, ainda é um eufemismo para espíritos na Suécia assim como, o nome de outro produto constituído à base de vodka da fabricante Vin & Spirit.
Absolut cresceu de 90 mil litros de álcool produzido na altura em que foi lançada, para uma produção de 96,6 milhões de litros em 2008, posteriormente 98,1 milhões e litros em 2010. Chegou a ser a bebida espirituosa mais comercializada internacionalmente! Aproximadamente 80 mil toneladas de trigo de inverno são utilizadas anualmente para a produção de Absolut Vodka. Mais de um quilo de grãos de trigo são usados em cada garrafa que proporcionam uma inconfundível qualidade.

## Características dos produtos da marca
A variedade de produtos Absolut despertam no consumidor interesse em descobrir por detrás de cada produto uma vodka sem igual. As garrafas são de vidro, todo o bodycorp é impresso na frente da garrafa e podemos encontrar de entre as edições clássicas, ligeiras diferenças exteriores. Estas diferenças podem ir desde o formato da garrafa passando pelo tipo de vidro impregne no seu fabrico, este pode ser baço ou translúcido, até a factores meramente decorativos como: a cor das letras inscritas, a cor da garrafa, o próprio namming e efeitos no vidro de cada garrafa. De este modo, a arte decorativa gravada nas mesmas é realizada não só para mostrar as alternativas que o consumidor tem à sua disposição, mas também é feita consoante factores temporais e espaciais, este último tendo em conta algumas garrafas lançadas na série cidades. Ou seja, esta característica da marca Absolut é o que nos permite distinguir os sabores das vodkas, as séries especiais e as edições com cristais. Esta prática de marketing visual, permite captar a atenção do consumido despertando aquele interesse em saber que ao comprar aquela garrafa estará a adquirir um produto diferenciador pelas diferenças visuais que se percepcionam, comparando-o com o produto original.